# إلون ر. براون
إلون ر. براون هو سياسي أمريكي، ولد في 7 أكتوبر 1857، وتوفي في 24 سبتمبر 1922. نشط حزبياً في الحزب الجمهوري. وقد انتخب عضو مجلس ولاية نيويورك ‏.